# Гельмут Зоммер
Гельмут Зоммер (нім. Helmut Sommer; 24 серпня 1914, Бреслау — 17 вересня 1973) — німецький офіцер-підводник, капітан-лейтенант крігсмаріне. Кавалер Німецького хреста в золоті.

## Біографія
5 квітня 1935 року вступив на флот. З 1 липня по 30 вересня 1942 року — командир підводного човна U-139, з листопада 1942 по 16 травня 1943 року — U-78, з 25 червня 1943 по 9 листопада 1944 року — U-853, на якому здійснив 1 похід тривалістю 67 днів (29 квітня — 4 липня 1944).

## Звання
- Кандидат в офіцери (5 квітня 1935)
- Морський кадет (25 вересня 1935)
- Фенріх-цур-зее (1 липня 1936)
- Оберфенріх-цур-зее (1 січня 1938)
- Лейтенант-цур-зее (1 квітня 1938)
- Оберлейтенант-цур-зее (1 жовтня 1939)
- Капітан-лейтенант (1 серпня 1942)

## Нагороди
- Медаль «За вислугу років у Вермахті» 4-го класу (4 роки)
- Залізний хрест 2-го і 1-го класу
- Нагрудний знак підводника
- Німецький хрест в золоті (3 серпня 1943)